# Sotuta (kommun)
Sotuta är en kommun i Mexiko.   Den ligger i delstaten Yucatán, i den östra delen av landet, 1 100 km öster om huvudstaden Mexico City. Antalet invånare är 8 449. Arean är 613 kvadratkilometer.
Terrängen i Sotuta är mycket platt.
Följande samhällen finns i Sotuta:
- Sotuta